# Gymnothorax minor
Cá chình vân lưới (Danh pháp khoa học: Gymnothorax minor) là một loài cá chình trong họ cá lịch biển Muraenidae thuộc bộ cá chình Anguilliformes, được tìm thấy ở vùng biển Tây Thái Bình Dương. Chúng cũng là loài cá Bắc bán cầu được tìm thấy ở Việt Nam, tại vùng biển Nha Trang (Khánh Hòa), tại cảng cá Cửa Bé. Cá chình vân lưới chủ yếu phân bố ở Bắc bán cầu, giới hạn vùng biển Nhật Bản và phía nam của Trung Quốc. 

## Đặc điểm
Cá chình vân lưới dài 363mm với con đực và con cái 270,5mm. Đặc điểm nhận dạng của loài là hệ thống vạch ngang màu đen chạy quanh thân. Cá chình vân lưới có giai đoạn lưỡng tính, tức là thay đổi giới tính đực và cái trong vòng đời. có sự phân biệt đực, cái rõ ràng. Sự khác biệt về giới tính được xác định bởi sự sắp xếp hàng răng trên xương khẩu cái và buồng trứng ở giai đoạn chưa thành thục sinh dục. Việc lần đầu tiên tìm thấy sự xuất hiện của chúng ở Việt Nam cho thấy phạm vi sinh sống của loài đã được mở rộng đến các vùng biển nhiệt đới.